# Norman Rasmussen
Pour les articles homonymes, voir Rasmussen.
Norman Rasmussen (né le 12 novembre 1927 à Harrisburg, Pennsylvanie et mort le 18 juillet 2003) est un physicien américain.